# Pledge This!
Pledge This! är en amerikansk komedifilm från 2006.

## Handling
Ordförande i South Beach Universitys flickklubb bjuder hem några förstaårsstudenter som vill söka medlemskap i klubben.

## Om filmen
Filmen är inspelad i Miami. Den hade världspremiär i Los Angeles den 1 december 2006 och svensk premiär på DVD den 1 augusti 2007.

## Rollista (urval)
- Paris Hilton - Victoria English
- Paula Garcés - Gloria Torrez
- Sarah Carter - Kristen Haas
- Simon Rex - Derek
- Alexis Thorpe - Morgan
- Amanda Rowen - Trista
- Randy Spelling - Kelly
- Holly Valance - Jessica
- Sofía Vergara - FHM-värdinna
- Carmen Electra - sig själv
- Dieter Meier - Gamsie
- Chad Muska - MTV-redaktör
- Preston Lacy - Randy
- Nicky Hilton - Nicky (ej krediterad)

## Musik i filmen
- Invasive, skriven av Shani Rigsbee, Richard Michos och Eric Fernandez, framförd av Shani Rigsbee
- Get Somebody, skriven av Shani Rigsbee och William Theodore Randolph III, framförd av Shani Rigsbee och V Style